# 기타미역 (홋카이도)
기타미역(일본어: 北見駅)은 일본 홋카이도 기타미시에 위치한 홋카이도 여객철도 세키호쿠 본선의 철도역이다. 역 번호는 A60이며, 단선 · 섬식의 형태를 합친 2면 3선 구조의 복합 승강장을 갖춘 지상역이다.

## 이용 현황
| 승차 인원 추이 | 승차 인원 추이 |
| 연도           | 1일 평균       |
| -------------- | -------------- |
| 2002           | 1,201          |
| 2003           | 1,219          |
| 2004           | 1,147          |
| 2005           | 1,104          |
| 2006           | 1,047          |
| 2007           | 1,000          |
| 2008           | 942            |
| 2009           | 844            |
| 2010           | 814            |
| 2011           | 833            |
| 2012           | 858            |

## 역 주변
- 국도 제39호선
- 기타미 신용금고 본점 · 오오도리 지점
- 기타미 적십자 병원

## 역사
- 1911년
  - 7월 8일 : 놋케우시 기관고 설치.
  - 9월 25일 : 일본국유철도 아바시리 선(후의 아바시리 본선)이 리쿤베쓰 역까지 연신, 종착역인 놋케우시역으로서 개업. 일반역.
- 1912년 11월 8일 : 유베쓰 경편선 (후의 루베시베 경편선, 유베쓰 선)이 루베시베역까지 개업. 과선교 설치.
- 1913년 6월 2일 : 놋케우시 기관고 설치 (홋카이도 철도 관리국의 사무상 제정).
- 1914년 10월 5일 : 아바시리 선이 이 역부터 아바시리역까지 연신.
- 1932년 10월 1일 : 유베쓰 선의 일부가 세키호쿠 선에 편입되어, 이 역은 아바시리 선과 세키호쿠 선의 접속역이 된다.
- 1933년 11월 30일 : 호쿠렌 (현 · 호쿠렌 농업협동조합 연합회) 놋케우시 박하 공장 준공. 전용선 사용 개시.
- 1940년 3월 : 군수공장으로서 감자를 이용했던 가솔린 대체 연료 알콜 제조의 놋케우시 (후의 기타미) 주정 공장이 조업 개시. 전용선 0.6 km.
- 1942년 10월 1일 : 시제 시행을 기준으로, 기타미역으로 개칭. 놋케우시 기관고도 기타미 기관고로 개칭.
- 1950년 2월 1일 : 기타미 객화차구 설치.
- 1952년 9월 : 구 · 기타미 주정 공장을 이용해서 기타미 삼업흥업이 펄프 공장(후의 기타미 펄프)준공. 전용선도 재사용.
- 1961년 4월 1일 : 아바시리 본선이 분할되어, 이 역은 세키호쿠 본선과 이케호쿠 선의 접속역으로 한다.
- 1968년 10월 1일 : 미도리노마도구치 설치.
- 1977년 9월 18일 : 일본 최초의 지하화에 의해 연속 입체 교차화가 역 서쪽의 기타미 터널에 의해서 완성, 개통.
- 1981년 7월 16일 : 구내 횡단 지하도 완성.
- 1983년 10월 1일 : 역사 개축.
- 1986년 11월 1일 : 하물 · 화물의 취급을 폐지 (여객역으로 한다). 기타미 컨테이너 센터가 설치되어, 자동차 대체 수송을 개시.
- 1987년
  - 3월 31일 : 역에 걸친 화물의 취급을 재개(일반역으로 되돌아옴). 추 · 동계의 화물열차가 운행된다.
  - 4월 1일 : 일본국유철도 분할 민영화에 의해, 홋카이도 여객철도 · 일본화물철도가 승계. 또한 기타미 컨테이너 센터는 일본화물철도가 승계.
- 1989년 6월 4일 : 이케호쿠 선이 홋카이도 지호쿠 고원철도 후루사토 긴카 선에 전환.
- 2006년
  - 4월 1일 : 기타미 컨테이너 센터 폐지. 기타미 역으로 통합.
  - 4월 21일 : 홋카이도 지호쿠 고원철도 후루사토 긴카 선 폐지.

## 인접 역
| 세키호쿠 본선                    | 세키호쿠 본선                   | 세키호쿠 본선            |
| -------------------------------- | ------------------------------- | ------------------------ |
| A56 루베시베 아사히카와 방면     | ■ 세키호쿠 본선 특급 '오흐츠크' | 비호로 A65 아바시리 방면 |
| A59 니시키타미 아사히카와 방면   | ■ 세키호쿠 본선 특급 '기타미'   | 시·종착역                |
| A59 니시키타미 신아사히카와 방면 | ■ 세키호쿠 본선 보통            | 하쿠요 A61 아바시리 방면 |